# Paul Gordan
Paul Albert Gordan (Breslávia, 27 de abril de 1837 — Erlangen, 21 de dezembro de 1912) foi um matemático alemão.
Foi aluno de Carl Gustav Jakob Jacobi na Universidade de Königsberg, antes do obter o doutorado na Universidade de Breslávia, em 1862, e foi professor na Universidade de Erlangen-Nürnberg.
Foi conhecido como o "rei da teoria dos invariantes". Sua contribuição mais conhecida é que o anel do invariante de uma forma binária de grau fixo é finitamente degenerado. Juntamente com Alfred Clebsch tem seu nome perpetuado nos coeficientes de Clebsch–Gordan. Foi orientador de Emmy Noether.
Uma famosa citação atribuída a Gordan sobre a prova de David Hilbert do teorema da base de Hilbert, um resultado que generaliza suas investigações sobre invariantes, é: "Isto não é matemática, isto é teologia." A prova em questão foi a existência (não construtiva) de uma base finita para invariantes. Não é claro se Gordon realmente disse isto, pois as referências primárias ao fato são datadas de 25 anos após seu suposto acontecimento, quando Gordon já tinha falecido. Também não é claro se a citação foi crítica, elogiosa ou uma piada sutil. Gordon encorajou Hilbert e utilizou seus resultados e métodos, e a história propagada de que ele se opunha ao trabalho de Hilbert é um mito (embora ele tenha citado explicitamente que algumas das suposições de Hilbert eram incompletas).
Foi palestrante do Congresso Internacional de Matemáticos em Zurique (1897), Heidelberg (1904) e Roma (1908).

## Publicações
- Gordan, Paul (1987) [1887],  Kerschensteiner, Georg, ed., Vorlesungen über Invariantentheorie, ISBN 978-0-8284-0328-3, 1885 2nd ed. , New York: Chelsea Publishing Co., MR 917266